# Ann Beskow
Ann Eline Beskow, född 27 juli 1945 i Romanäs vid Tranås, är en svensk sjukgymnast, författare och tidigare socialdemokratisk kommunalpolitiker. Hon är syster till Jan Beskow.
Beskow, som är dotter till medicine doktor Allan Beskow och Eline Fenger-Krog, avlade studentexamen 1964 och sjukgymnastexamen 1967. Hon var chefgymnast på Mora lasarett 1970–1985 och heltidspolitiker för socialdemokraterna i Orsa kommun 1986–2008, bland annat som ordförande i kommunstyrelsen och kommunfullmäktige samt internationellt i EU:s Regionkommitté och Europarådets kongress.